# C-3PO
Personnage de fiction apparaissant dans
Star Wars.
C-3PO est un « droïde de protocole » de la saga Star Wars, personnage récurrent et emblématique de la saga cinématographique.
Dans la première traduction française des épisodes IV, V et VI, Eric Kahane le nomme Z-6PO afin de coller à la prononciation labiale des acteurs. Son nom est corrigé lors de la retraduction qui suit les différentes rééditions de la trilogie originale,.
C'est un droïde protocolaire de forme humanoïde, particulièrement loquace, qui se plaît à répéter qu’il maîtrise plusieurs millions de formes de communication. Plus de trois millions dans l'épisode II, plus de six millions à partir du III (comprenant les langages parlés ainsi que la communication avec d’autres robots et machines),,.
C-3PO est à l’origine une machine détériorée, construite par Anakin Skywalker sur Tatooine, pour qu’il puisse aider sa mère, Shmi Skywalker, dans les tâches ménagères.
C-3PO est souvent apparu en duo comique avec le droïde tripode R2-D2, qu’il finit par considérer comme son meilleur ami.
Au cinéma Anthony Daniels porte le costume de C-3PO et lui prête sa voix, réelle performance physique lorsque l’on connaît les conditions qu’il a dû endurer sous la structure métallique.
Le personnage est, avec R2-D2, le plus représenté dans la saga, étant présent dans dix des onze films (à l'exception de Solo). Cependant, il subit plusieurs modifications et altérations majeures au cours de l'intrigue, contrairement à son compagnon qui, lui, ne change ni d'apparence ni de « personnalité ».

## Histoire

### Épisode I:La Menace fantôme(1999)
C-3PO habite Tatooine, dans la demeure d'Anakin et Shmi Skywalker, dans la ville de Mos Espa. Étant donné qu'Anakin ne peut pas finir de le construire (faute de temps et d'argent), ses parties internes sont visibles, lui donnant une impression de « nu »,, ce que R2-D2 ne manque pas de lui faire remarquer lors de leur première rencontre. C-3PO aide quotidiennement Anakin et Shmi dans leurs travaux ménagers, ce qui fait qu'à leurs yeux, il est considéré comme le troisième membre de la famille. Après le départ d'Anakin pour Coruscant, Shmi décide finalement de ne pas vendre le droïde, conformément à la demande de son fils, et décide de fournir à C-3PO une carcasse métallique afin de l'habiller.

### Épisode II:L'Attaque des clones(2002)
Dix ans plus tard, C-3PO est toujours sur Tatooine avec Shmi, qui s'est entre-temps mariée avec Cliegg Lars. Anakin revient sur sa planète natale, accompagné de Padmé Amidala et R2-D2, car il sait sa mère en danger à la suite d’un rêve. Anakin partira seul la chercher, revenant quelques jours plus tard avec sa dépouille. C-3PO quittera ensuite Tatooine avec Anakin, Padmé et R2-D2, et va participer malgré lui à la Bataille de Géonosis, où il se fait décapiter dans l'usine de droïdes : sa tête est placée sur un corps de droïde Séparatiste et son corps est pourvu d'une tête de droïde de combat. Après la bataille, il est secouru et remis en état par R2-D2,. À la fin de l'épisode, il est le seul témoin, avec R2-D2, du mariage secret d'Anakin Skywalker et de Padmé Amidala sur Naboo et entre finalement au service de la sénatrice.

### The Clone Wars(2008)
Durant la Guerre des clones, sa carcasse est remplacée par une autre carcasse de couleur dorée par l'ambassade de Naboo, vu qu'il est désormais au service de la sénatrice Amidala. Il l'accompagne d'ailleurs très souvent dans ses missions diplomatiques sur de nombreuses planètes mais la plupart du temps, il est sur Coruscant, à maintenir l'appartement de Padmé. Il reste néanmoins très proche de R2-D2, et le duo partagera de nombreuses aventures tumultueuses.

### Épisode III:La Revanche des Sith(2005)
Trois ans ont passé depuis le début de la Guerre des Clones, qui ravage la Galaxie. 
C-3PO est toujours au service de Padmé et l’assiste dans ses réunions au Sénat. C-3PO retrouve son ami R2-D2, après la Bataille de Coruscant et le retour d'Anakin chez Padmé. Plus tard, Anakin, devenu Dark Vador, trahit la République et massacre sans hésitation des dizaines de jeunes novices Jedi. La démocratie s’est effondrée, et les derniers Jedi sont hors-la-loi. Néanmoins, C-3PO permet à Obi-Wan de rencontrer la sénatrice Amidala sans déclencher d’alerte. Il est ensuite présent sur la planète Mustafar lors de l’affrontement final entre Anakin et Obi-Wan, puis, ramenant tant bien que mal la sénatrice inconsciente à bord de la navette et tentant de stabiliser son état de santé, lors de l’accouchement (et du décès) de la Sénatrice Amidala. Le droïde protocolaire voit sa mémoire se faire entièrement effacer. Désormais, il est persuadé d'avoir toujours travaillé avec des droïdes porte-charge. Seul R2-D2 garde sa mémoire. Désormais, les deux compagnons métalliques sont affectés à l’équipage du capitaine Raymus Antilles, capitaine du vaisseau Tantive IV.

### Rebels(2014)

#### Saison 1 Épisode 3:Droïdes en détresse
En s'échappant d'un escadron de chasseurs TIE, les rebelles remarquent leur manque évident de ressources concernant les vivres, le matériel et le carburant. Kanan propose à l'équipe de remplir un contrat avec Vizago pour gagner des crédits. Le Ghost se dirige alors vers le spatioport de Capital City et l'équipe monte dans la navette ST-45 en partance pour Garel. Sabine et Zed se retrouvent derrière la ministre Maketh Tua et un Aqualish nommé Amda Wabo, ne parlant pas la même langue, un droïde de protocole est avec eux; il s'agit de C-3PO accompagné de R2-D2. La navette piloté par RX-24 décolle alors de Capital City puis passe en hyper-espace.
Le plan des rebelles commence alors: Chopper dérange les gens dans la navette obligeant ainsi tous les droïdes, dont C-3PO et R2-D2, à rejoindre la soute suivant le règlement impérial. La ministre se retrouve alors sans interprète. Zed présente alors Sabine comme une élève de l'académie impériale parlant la langue de Amda, elle sert donc d'interprète et demande à l'Aqualish où se situe sa cargaison, il lui répond et Sabine dit à la ministre qu'elle se trouve au hangar 17.
Arrivée sur Garel, un groupe de Stormtroopers escorte la ministre, le marchand et les deux droïdes au hangar 17 alors que les rebelles se dirigent vers le hangar 7 grâce à Ezra leur ayant ouvert la porte après avoir réalisé quelques acrobaties aidé de la Force. Le Ghost arrive piloté par Hera tandis que Zed , Sabine et Ezra ouvrent les caisses. Zed est choqué de voir des perturbateurs ionique T-7 dans celles ci, ils ont été interdits par le Sénat Impérial. Pendant ce temps, Maketh Tua se rend compte que le hangar 17 est vide, Amda Wabo essaye de lui dire, dans sa langue, qu'il faut aller au hangar 7, C-3PO l'explique à la ministre qui veut donc y aller. Chopper a alors comme mission de les retarder, il se bat avec R2-D2 mais la ministre le reconnaît et comprend qu'il s'agit d'un plan pour voler la marchandise. Les Stormtroopers arrivent à temps pour essayer d'arrêter le groupe de rebelles mais Zed se débarrasse facilement d'eux aidé de Kanan. R2 et C-3PO se joignent au groupe de rebelles et le Ghost décolle. Zed ne veut pas vendre ces armes à Cikatro Vizago mais Sabine et Kanan le persuadent en rajoutant qu'ils peuvent aussi vendre les deux « droïdes impériaux ».
Pendant ce temps, la ministre informe l'Agent Kallus de ce qui s'est passé sur Garel. Après une dispute entre Zed et Ezra, Hera lui parle et lui explique le massacre causé par les Impériaux sur Lasan grâce aux perturbateurs ionique T-7 tandis que R2-D2 explique à Sabine que sa vraie mission est d'empêcher les Impériaux d'avoir les armes et que son maître payerait pour retrouver ses deux droïdes. Le groupe de rebelle rencontre Vizago à son camp sur Lothal pour lui vendre les armes mais C-3PO, qui a peur de l'équipage du Ghost, prévient l'Empire Galactique et donne sa position. Les Impériaux arrivent alors au camp, Cikatro Vizago et ses droïdes IG-RM préfèrent fuir sans payer Kanan plutôt qu'affronter l'Empire alors que le groupe de rebelle préfère rester et affronter l'Agent Kallus et ses hommes.
Sabine a pour mission de détruire les derniers perturbateurs et R2 l'aide. Kanan, de son côté, utilise une des armes contre une CD-TT qui se détruit en tombant. Chopper prépare le vaisseau quand Kallus, qui possède un Fusil-bo de la Garde d'Honneur de Lasan, défie Zed en duel. Les rebelles réussissent à se débarrasser des Impériaux en faisant exploser les perturbateurs proche d'eux mais Zed se retrouve en difficulté, heureusement, Ezra repousse violemment Kallus grâce à une poussée de Force dévoilant une bonne fois pour toutes qu'il est sensible à la Force. Tout l'équipage du Ghost peut repartir sain et sauf. Le Ghost rencontre alors le Tantive IV et Kanan peut rendre les deux droïdes au sénateur Bail Organa en échange de crédits bien mérité après toutes ces aventures. Pour finir, Bail demande à R2 ce qu'il a enregistré sur ce groupe de rebelle.

### Rogue One(2016)
Il apparaît brièvement sur la base rebelle sur Yavin 4, aux côtés de R2-D2.
 
Puis à la fin du film, en orbite autour de la planète Scarif, la bataille fait rage entre la flotte impériale menée par Dark Vador et la flotte rebelle. Vador aborde le vaisseau amiral Profundity tandis que la corvette Tantive IV parvient à s’en détacher. À l’intérieur, on retrouve C-3PO et son ami R2-D2. Les plans de l’Étoile de la mort sont alors remis à la princesse Leia qui prononce alors un mot : « espoir ». On comprend dès lors être à quelques instants des premières images de l'Épisode IV, le Tantive IV sautant dans l'hyperespace juste avant le générique, et réapparaissant au-dessus de la planète Tatooine poursuivie par le croiseur impérial de Vador, en ouverture du film de George Lucas tourné 40 ans plus tôt.

### Épisode IV:Un nouvel espoir(1977)
Dans Un nouvel espoir, dix neuf années après les événements de La Revanche des Sith, C-3PO et R2-D2 sont à bord du Tantive IV quand il est attaqué par le Devastator de Dark Vador. C-3PO et R2-D2 sont lancés dans une capsule de sauvetage sur les ordres de la princesse Leia Organa pour livrer un message secret à Obi-Wan Kenobi. Sur Tatooine, ils sont capturés par des Jawas, pris dans leur char des sables, et vendus à Owen Lars. Au cours de la transaction, C-3PO convainc le neveu d'Owen, Luke Skywalker, d'acheter R2-D2. Owen ne se rappelle plus du droïde protocolaire qui a jadis appartenu à sa belle-mère Shmi, d’ailleurs C-3PO n’est plus vêtu de ses plaques argentées, mais d’une carrosserie dorée. Au cours d'une conversation avec Luke, C-3PO révèle que lui et son homologue sont de mèche avec l'Alliance rebelle et sa lutte contre l'Empire galactique. Plus tard, pendant le nettoyage de R2-D2, Luke tombe par hasard sur un message caché par la princesse Leia. Cette nuit-là, R2-D2 quitte le domicile familial. Luke et C-3PO le rattrapent plus tard, mais se font attaquer par des tuskens, qui font trébucher C-3PO et lui font perdre un bras. Obi-Wan Kenobi les sauve et les aide à retourner chez lui. Obi-Wan reconnait les droïdes d'Anakin Skywalker mais décide de ne rien révéler et préfère dire qu'il « ne croit pas avoir jamais possédé un droïde ». Peu de temps après avoir été réparé, R2-D2 montre à Obi-Wan le message de Leia. Après s'être rendus à Mos Eisley, C-3PO et R2-D2 s'échappent à bord du Faucon Millenium avec Luke, Obi-Wan, le capitaine du navire Han Solo et son premier lieutenant, Chewbacca en direction d'Alderaan. Mais l'équipage n'est pas au bout de ses surprises, une fois dans le système Alderaan, ils constatèrent que la planète a disparu, pulvérisée par la super arme impériale l'Étoile de la mort. Cette dernière les capture avec son rayon tracteur. Une fois à bord de la station spatiale, l’équipe décide alors de se séparer. Pendant que Luke, Han et Chewbacca vont sauver la princesse Leia et qu’Obi-Wan va désactiver le rayon tracteur, C-3PO et R2-D2 restent dans une salle de communication afin de pouvoir aider leurs amis si besoin. À un moment, ils sauvent la vie de Luke, Han, du wookiee et de la rebelle maintenant hors de sa cellule, en désactivant un compacteur à ordures dans lequel s’étaient précipités les héros pour échapper aux stormtroopers,. Le groupe parvient finalement à s'échapper de l'Étoile de la mort sain et sauf mais au prix de la mort d'Obi-Wan Kenobi, tué de la main de son ancien apprenti, Dark Vador. Ils filent ensuite vers Yavin 4 , lieu de résistance de l'Alliance rebelle, talonnée par l'Étoile de la mort. C-3PO assiste alors à la Bataille de Yavin depuis la base rebelle. Finalement, Luke Skywalker parvint à détruire la station de combat et revient à la base avec un R2-D2 en pièces. Le droïde de protocole, catastrophé, propose ses propres pièces pour le sauver. Cela ne sera heureusement pas nécessaire, et R2-D2 sera réparé.

### Épisode V:L'Empire contre-attaque(1980)
Trois ans après la bataille de Yavin, les rebelles sont toujours traqués par l'Empire galactique et ont réussi à trouver refuge sur la planète glaciale de Hoth,, où ils ont établi une base secrète. C-3PO, toujours en partenariat avec R2-D2, reste au service de Leia. Ils assistent impuissant à la disparition de Luke durant une nuit sur la planète gelée. Bientôt l’Empire débarque et attaque la résistance, la base rebelle est assiégée par les troupes de Dark Vador, C-3PO arrive à s'échapper in extremis de la planète en montant à bord du Faucon Millenium avec Han, Leia et Chewbacca, tandis que Luke est parti avec R2-D2 pour Dagobah chercher le maître Jedi Yoda. Mais ils ne peuvent pas échapper à la flotte de l'Empire étant donné que l’hyper propulsion du vaisseau a été endommagée. Ils doivent alors se réfugier dans un dangereux champ d’astéroïdes. Ils faussent compagnie à une créature immense vivant sur l’un d'eux et reviennent vers la flotte de l’Empire pour leur échapper grâce à la ruse de Han Solo. Il profite du protocole de l’Empire pour se mélanger à leurs déchets et ainsi passer inaperçu. Bientôt, le Faucon file vers la planète gazeuse Bespin et plus précisément vers la Cité des Nuages. Solo souhaite se réfugier chez un vieil ami, Lando Calrissian, gouverneur de la Cité des Nuages. Lorsque le vaisseau fut posé, C-3PO s'isola de ses compagnons et finit par se perdre dans les couloirs de la Cité des Nuages. Là, il tomba par hasard sur une horde de Stormtroopers , qui le réduisirent en morceaux, le rendant hors service,. Sur le point d'être mis à la casse, les restes du droïde furent trouvés à temps par Chewbacca, qui le transporta finalement dans les appartements de Han. Là, les lieux furent envahis par des soldats impériaux, et les différents héros furent emprisonnés pour forcer Luke à se montrer pour les sauver. Le Wookie essaye de réparer C-3PO, mais devra se résoudre à l’attacher dans son dos. Han Solo finit congelé dans la carbonite et emmené par Boba Fett pour le livrer à Jabba le Hutt. Les autres s’en sortent avec le concours de Lando, rejoignent le Faucon Millenium et fuient, en sauvant Luke au passage.

### Épisode VI:Le Retour du Jedi(1983)
C-3PO et R2-D2 se rendent sur Tatooine au palais de Jabba le Hutt, un seigneur du crime, pour lui proposer un marché : la libération de Han Solo contre les deux droïdes,. Conscient que Jabba va refuser, Leia se fait passer pour un chasseur de primes pour entrer dans le palais, apportant Chewbacca comme prisonnier. Ses soupçons sont validés par le choix de Jabba de garder les droïdes, mais de refuser le marché. C-3PO devient ainsi son traducteur personnel. Malheureusement, Leia sera surprise tandis qu’elle tentera de délivrer Han. Tout n’est pas perdu, car Luke se rend au palais, et Lando s’est déjà infiltré depuis quelque temps. Luke échappera à un piège, puis toute la troupe sera amenée dans le désert pour être mis à mort, jetés dans la gueule du Sarlacc. Ils s’en sortent tous, laissant le cadavre de Jabba sur place, et rejoignent l’alliance rebelle. C-3PO s’embarque, avec nos héros, dans une nouvelle mission pour anéantir la seconde étoile de la mort. Pour cela, ils rejoignent la lune forestière d’Endor. Sur place, ils tombent dans un piège grossier, posé par les Ewoks, une race autochtone. Ces derniers prendront C-3PO pour un dieu, mais voudront sacrifier les autres. Utilisant la Force, Luke fait léviter la chaise sur laquelle est assise le droïde, faisant croire aux Ewoks que ce dernier possède des pouvoirs divins. C-3PO convainc ensuite les Ewoks de se joindre à eux pour récupérer la lune forestière d’Endor des mains de l’Empire. Luke ira ensuite vaincre l’empereur avec l’aide de son père, tandis que l’alliance rebelle remporte le combat spatial. Puis la victoire sera fêtée en présence des Ewoks et des soldats rebelles sur la lune forestière.

### Épisode VII:Le Réveil de la Force(2015)
C-3PO apparaît discrètement dans ce nouvel épisode, il est doté d’un nouveau bras de couleur rouge, et reste au service de Leia, générale en chef de la Résistance.

### Épisode VIII:Les Derniers Jedi(2017)
C-3PO est toujours au service de Leia, ensemble ils évacuent la base rebelle de D'Qar bientôt détruite par un cuirassé du Premier Ordre. Puis à bord du Raddus, le vaisseau amiral de la flotte de la Résistance, ils sont traqués par Snoke et son vaisseau amiral Supremacy. Leia tombe dans le coma à la suite de l'explosion du poste de pilotage principal. C-3PO aide alors Poe Dameron qui se rebelle contre la vice-amirale Holdo. La générale Organa s'étant réveillée, elle prend les commandes de la contre-offensive et après avoir ouvert de force le poste de pilotage, neutralise Poe sans prononcer le moindre mot et met fin à la mutinerie, permettant aux quatre cents rescapés de commencer ainsi l'évacuation via une trentaine de navettes ; Holdo restant sur le vaisseau en mission suicide. Après la destruction du vaisseau principal contre le Supremacy, ils  sont débarqués sur Crait, une planète minière abritant une ancienne base de la rébellion pourvue d'une porte monumentale. De Là, ils envoient un message de détresse à travers la galaxie. Kylo Ren et le général Hux arrivent face à la base, accompagnés de marcheurs TB-TT et d'un canon-bélier. Afin de gagner du temps avant l'arrivée de renforts, Poe mène un escadron de speeders ayant pour mission de détruire le canon-bélier mais échoue. Alors que la porte est percée et que Kylo Ren donne l'assaut final, Rey secoure avec le Faucon Millenium le petit groupe de résistants dont fait partie C-3PO. Malgré leur défaite et la mort de Luke, Leia garde espoir de vaincre l'ennemi.

### Épisode IX:L'Ascension de Skywalker(2019)
Il accompagne Rey, Finn, Poe, Chewbacca et BB-8 à Passanna pour rencontrer le contact de Luke qui connaît un artefact Sith, le contact se révèle être Lando. Pendant le voyage, ils ont découvert une dague Sith et tentent de traduire ses inscriptions qui pourraient indiquer l'endroit où se trouve la flotte de Palpatine, mais la programmation de C-3PO l'empêche de traduire directement la langue Sith. Les héros parviennent à trouver Babu Frik, un pirate, sur la planète Kijimi qui peut contourner les protocoles empêchant C-3PO de traduire le message, mais au prix d'effacer ses souvenirs. Réinitialisé après avoir fourni la traduction, C-3PO accompagne le groupe sur une lune d'Endor puis jusqu'à leur retour au camp de la Résistance, point auquel R2-D2 est en mesure de restaurer sa mémoire à partir d'une sauvegarde antérieure juste avant la première mission de Rey. Il célèbre finalement la défaite du Premier Ordre avec le reste de la Résistance.

## Concept et création

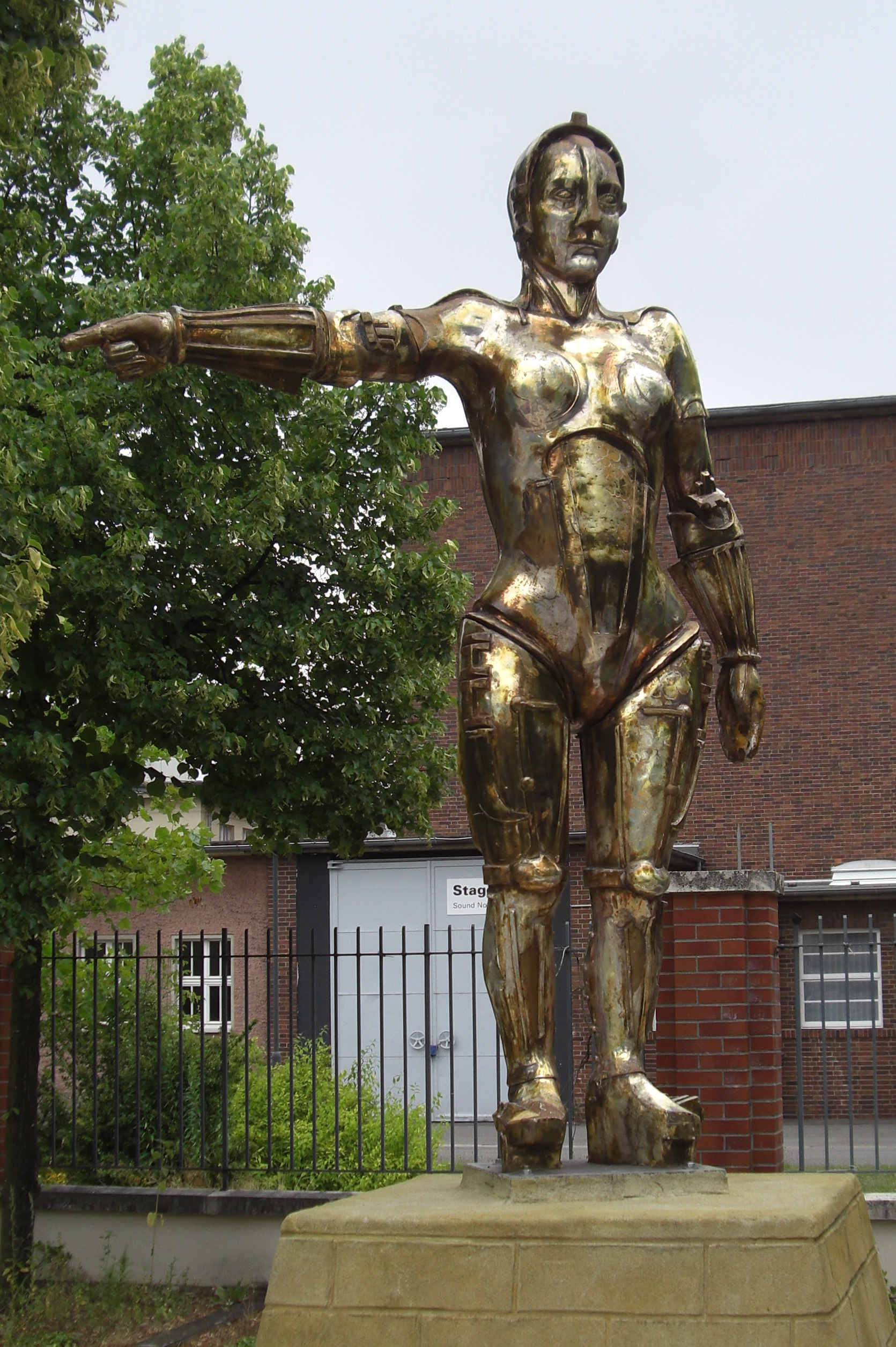
Statue de Maria du film Metropolis, à Babelsberg, Allemagne.

L'apparence de C-3PO est inspirée de l'androïde Maria du film Metropolis de Fritz Lang,. Dans l'aspect définitif, il sera traité comme un personnage masculin, cependant, sur les premiers dessins de Ralph McQuarrie,, il était un personnage féminin. De plus, le duo qu’il forme avec R2-D2 est inspiré par Tahei et Matashichi, les deux paysans du film d'Akira Kurosawa, La Forteresse cachée. Son "visage" a été créé par la sculptrice britannique Elizabeth Moore.